# Videokamera
Videokamera ime je za elektronički uređaj koji služi za zapisivanje pokretnih slika. Videokamera imaju dva moda rada:
- prvi mod je hvatanje živa slika koja se rabi kod izravnog televizijskog prijenosa (bez spremanja), internetskog prijenosa ili se rabi u procesnoj industriji,

- drugi mod je zapisivanje pokretnih slika za kasniju uporabu. Ove pokretne slike se spremaju na neku od masovnih medija kao na primjer: magnetska vrpca, optički disk, glavna memorija, tvrdi disk, flash memorija.

Prve video kamere koje su rabile mehanički disk (nipkov disk) pojavile su se u 1920-tim s prvim eksperimentalim prikazivanjem televizijskih slika, dok video kamere koje su rabile elektronsku cijev pojavile su se tijekom 1930-tih. Video kamere s elektronskom cijevi kasnije u 1980-tim zamijenjene su s poluvodičkim CCD kamerama, tako da danas velika većina video kamera koje se rabe u industriji su poluvodičkog tipa.